# Robert Carmichael
Pour les articles homonymes, voir Carmichael.
Robert (Bob) Carmichael, né le 4 juillet 1940 à Melbourne, est un ancien joueur de tennis professionnel australien.

## Palmarès

### Titre en simple messieurs
| No | Date       | Nom et lieu du tournoi     | Catégorie | Surface    | Finaliste   | Score         |  |
| -- | ---------- | -------------------------- | --------- | ---------- | ----------- | ------------- |  |
| 1  | 08-03-1971 | New Zealand Open, Auckland |           | Dur (ext.) | Allan Stone | 7-6, 7-6, 6-3 |  |

### Finales en simple messieurs
| No | Date       | Nom et lieu du tournoi                             | Catégorie | Dotation | Surface         | Vainqueur     | Score               |  |
| -- | ---------- | -------------------------------------------------- | --------- | -------- | --------------- | ------------- | ------------------- |  |
| 1  | 09-02-1968 | Internationaux de France de tennis en salle, Paris |           | NC $     | Moquette (int.) | Milan Holeček | 6-4, 10-8, 3-6, 6-3 |  |
| 2  | 13-04-1970 | Tournoi de tennis de Charlotte, Charlotte (NC)     |           | 18 000 $ | Terre (ext.)    | Cliff Richey  | 6-4, 6-4            |  |
| 3  | 31-08-1970 | Tournoi de tennis de South Orange, South Orange    |           | NC $     | NC              | Rod Laver     | 6-4, 6-2, 6-2       |  |
| 4  | 22-04-1976 | Tournoi de tennis de Sacramento, Sacramento        |           | 25 000 $ | Moquette (int.) | Tom Gorman    | 5-7, 6-4, 7-5       |  |

## Parcours dans les tournois duGrand Chelem

### En simple
| Année | Open d'Australie | Open d'Australie | Internationaux de France | Internationaux de France | Wimbledon       | Wimbledon         | US Open         | US Open      | Open d'Australie | Open d'Australie |
| ----- | ---------------- | ---------------- | ------------------------ | ------------------------ | --------------- | ----------------- | --------------- | ------------ | ---------------- | ---------------- |
| 1963  | —                | —                | —                        | —                        | 2e tour (1/32)  | O. Davidson       | —               | —            | n.o.             | n.o.             |
| 1964  | —                | —                | —                        | —                        | 2e tour (1/32)  | N. Kalogeropoulos | —               | —            | n.o.             | n.o.             |
| 1965  | —                | —                | 2e tour (1/32)           | N. Pilić                 | 3e tour (1/16)  | A. Ashe           | —               | —            | n.o.             | n.o.             |
| 1966  | —                | —                | 1er tour (1/64)          | J. Mukerjea              | 1er tour (1/64) | K. Fletcher       | —               | —            | n.o.             | n.o.             |
| 1967  | —                | —                | 1er tour (1/64)          | I. Konishi               | 2e tour (1/32)  | R. Wilson         | —               | —            | n.o.             | n.o.             |
| 1968  | —                | —                | 1/8 de finale            | R. Laver                 | 2e tour (1/32)  | B. Buchholz       | —               | —            | n.o.             | n.o.             |
| 1969  | —                | —                | 3e tour (1/16)           | M. Santana               | 3e tour (1/16)  | R. Wilson         | 1er tour (1/64) | R. Ruffels   | n.o.             | n.o.             |
| 1970  | 2e tour (1/16)   | P. Dent          | 2e tour (1/32)           | G. Battrick              | 1/4 de finale   | A. Gimeno         | 2e tour (1/32)  | N. Pilić     | n.o.             | n.o.             |
| 1971  | 2e tour (1/16)   | K. Rosewall      | 3e tour (1/16)           | J. Kodeš                 | 2e tour (1/32)  | K. Rosewall       | 1/8 de finale   | F. Froehling | n.o.             | n.o.             |
| 1972  | —                | —                | —                        | —                        | —               | —                 | 2e tour (1/32)  | R. Tanner    | n.o.             | n.o.             |
| 1973  | 1/4 de finale    | J. Newcombe      | 1er tour (1/64)          | A. Panatta               | —               | —                 | 1er tour (1/64) | R. McKinley  | n.o.             | n.o.             |
| 1974  | 1er tour (1/32)  | W. N'Godrella    | —                        | —                        | —               | —                 | 2e tour (1/32)  | J. Alexander | n.o.             | n.o.             |
| 1975  | 1/8 de finale    | J. Newcombe      | 1er tour (1/64)          | T. Ovici                 | 1er tour (1/64) | K. Warwick        | 1er tour (1/64) | A. Stone     | n.o.             | n.o.             |
| 1976  | 1er tour (1/32)  | J. Lloyd         | 1er tour (1/64)          | Ž. Franulović            | 2e tour (1/32)  | I. El Shafei      | —               | —            | n.o.             | n.o.             |
| 1977  | 1er tour (1/32)  | M. Edmondson     | 1er tour (1/64)          | C. Casa                  | 2e tour (1/32)  | B. Fairlie        | 1er tour (1/64) | M. Riessen   | 1er tour (1/32)  | N. Phillips      |
| 1978  | n.o.             | n.o.             | —                        | —                        | 1er tour (1/64) | To. Gullikson     | —               | —            | 1/8 de finale    | J. Alexander     |
| 1979  | n.o.             | n.o.             | —                        | —                        | 1er tour (1/64) | D. Schneider      | 1er tour (1/64) | W. Fibak     | 1er tour (1/32)  | K. Warwick       |

N.B. : à droite du résultat se trouve le nom de l'ultime adversaire.

### En double
N.B. : le nom du ou de la partenaire se trouve sous le résultat ; les noms des ultimes adversaires se trouvent à droite.